# Коллективное руководство
В коммунистической и социалистической теории коллективное лидерство — это система совместного распределения власти внутри организационной структуры, которая нередко декларируется или оформляется как primus inter pares (первый среди равных).

## Коммунистические государства

### Китай
Коллективное лидерство в Китайской Народной Республике (КНР) и Коммунистической партии Китая (КПК) обычно считается начавшимся с реформатора Дэн Сяопина в конце 1970-х годов в тот же период, что и китайская экономическая реформа, который пытался побудить Постоянный комитет Политбюро КПК управлять на основе консенсуса, чтобы предотвратить возрождение автократии при маоистском правлении. Генеральный секретарь КПК Цзян Цзэминь официально утвердил себя в качестве «первого среди равных». Некоторые политические аналитики утверждают, что эта эпоха коллективного лидерства, как говорят, закончилась с Си Цзиньпином после отмены ограничений по срокам в 2018 году во время его пребывания в должности.
Си предпринял преднамеренные шаги для установления своего личного доминирования в китайской политической системе, фактически поднявшись над своими коллегами в Постоянном комитете Политбюро. Он сделал это, создав ключевые органы, такие как Комиссия по национальной безопасности, которая имеет влияние на партийные, государственные и военные организации. Кроме того, Си возглавляет Малую руководящую группу по всеобъемлющему углублению реформ, ключевую структуру, ответственную за разработку и реализацию различных инициатив по реформированию. Его руководство этой группой подчеркивает его намерение лично контролировать институциональные реформы.
Си также ясно дал понять, что он будет иметь последнее слово в экономических и финансовых вопросах, отказавшись от традиции совместной ответственности с премьером. Следовательно, компетенция Си теперь распространяется на военные дела, безопасность, внешнюю политику, экономические реформы, государственное строительство, разработку экономической политики и социальное управление. Такая концентрация власти привела к опасениям, что действия Си могут подорвать основные партийные нормы и подтолкнуть Китай к более персоналистской диктатуре, представление, подкрепленное партийной машиной и государственными СМИ, энергично продвигающими его образ и авторитет через различные каналы, такие как публикация его речей и сочинений, публичные выступления и создание карикатур, изображающих его как сильного лидера.
В настоящее время центральная власть китайского правительства и КПК сосредоточена в Постоянном комитете Политбюро КПК, который состоит из семи членов Коммунистической партии и возглавляется генеральным секретарем КПК. Тем не менее, хотя КПК де-юре сохраняет коллективное руководство правительством, положение генерального секретаря КПК ощутимо стало более весомым при администрации Си, и он стал самым могущественным верховным лидером со времен Мао Цзэдуна.

### Вьетнам
В Социалистической Республике Вьетнам (СРВ) при руководстве Коммунистической партии Вьетнама (КПВ) в период правления Ле Зуана коллективное руководство подразумевало распределение властных полномочий между Генеральным секретарем партии и Постоянным комитетом Политбюро, хотя формально сохранялась фигура единого лидера. В современном Вьетнаме отсутствует единоличный верховный правитель — власть разделена между ключевыми должностными лицами: Генеральным секретарём КПВ, президентом страны, премьер-министром и председателем Национального собрания. Важную роль в управлении также играют коллегиальные органы, включая Политбюро, Секретариат и Центральный комитет партии. Такой подход отражает принципы коллективного принятия решений, характерные для социалистической системы.

### Советский Союз
В СССР коллективное руководство рассматривалось как оптимальная модель управления, призванная предотвратить концентрацию власти в одних руках. После периода сталинского единоличного правления КПСС сознательно выстроила систему распределения полномочий между ключевыми институтами — Политбюро, Центральным Комитетом и Советом Министров. Формально высшим органом коллективного руководства считался ЦК КПСС, однако реальные рычаги управления находились в руках Политбюро. Эта система предусматривала: сознательное ограничение властных полномочий Генерального секретаря и Председателя Совмина, перераспределение функций в пользу коллегиальных органов, создание системы сдержек и противовесов внутри партийно-государственного аппарата. Такой подход должен был гарантировать, что ни один руководитель не сможет получить абсолютную власть, подобную сталинской. Однако на практике эффективность этой системы во многом зависела от баланса сил между различными партийными группировками.
Согласно советской литературе, Владимир Ленин был идеальным примером лидера, правящего в пользу коллектива. Сталин также утверждал, что воплощал этот стиль правления, при этом большинство важных политических решений включали длительные обсуждения и дебаты в Политбюро и/или Центральном Комитете; После его смерти в 1953 году Никита Хрущёв обвинил Сталина в единоличном господстве, что привело к спорам вокруг периода его правления. На XX съезде партии правление Сталина было подвергнуто критике Хрущёвым как «культ личности». Будучи преемником Сталина, Хрущёв поддерживал идеал коллективного руководства, но все больше правил автократическим образом, его антисталинские обвинения сопровождались примерно таким же поведением, которое привело к обвинениям в лицемерии. В 1964 году Хрущев был свергнут и заменен Леонидом Брежневым на посту Генерального секретаря и Алексеем Косыгиным на посту премьер-министра. Коллективное руководство было усилено в годы правления Брежнева и в более позднее время правления Юрия Андропова и Константина Черненко. Реформы Михаила Горбачева способствовали возникновению фракционности в советском руководстве, и члены фракции Горбачева открыто не соглашались с ним по ключевым вопросам. Фракции обычно расходились во мнениях о том, насколько мало или насколько много реформ было необходимо для возрождения советской системы.

## Другие левые партии
Коллективное руководство распространено не только в коммунистических странах, но и среди левых и ультралевых партий в либеральных демократиях, включая экологические и социалистические движения. Многие из них сознательно отказываются от единоличного лидерства в пользу модели содруководства — например, назначая сопредседателей разного пола или нескольких равноправных спикеров. Зелёные партии особенно часто придерживаются этой практики, поскольку она соответствует их принципам консенсусного принятия решений и гендерного равенства. Такой подход позволяет воплощать в организационной структуре те ценности, которые они пропагандируют в политике. Этот формат не только отражает социалистические идеалы коллективизма, но и служит инструментом для борьбы с иерархичностью традиционных партийных систем.
Союз 90/Зелёные: федеральная исполнительная власть разделена между двумя равными спикерами, политическим директором, казначеем и двумя заместителями председателя. Солидарный Квебек делит свое руководство между своим президентом, генеральным секретарем и спикерами мужского и женского пола. Зелёная партия Англии и Уэльса: с 1990 по 1991 год GPE&W практиковала совместное руководство между шестью спикерами, а с 1991 по 2008 год GPEW практиковала это через спикера мужского и женского пола. После того, как Кэролайн Лукас была избрана первым единоличным лидером и заместителем лидера партии в 2008 году, коллективное руководство было приостановлено до 2016 года, когда руководство партии снова было разделено между соруководителями мужского и женского пола в соответствии с соглашением о разделении должностей, при этом сохранился заместитель лидера. Зелёная партия Канады: приняла модель совместного руководства для своих лидеров партии в 2025 году. Левый блок (Португалия): формально у него всегда было коллективное руководство, как предусмотрено в его уставе, и ни один офис с одним лицом никогда не признавался. Однако на практике всегда была одна видная фигура (координатор, 1999—2012 и 2016-; спикер, 2014—2016), за исключением периода между 2012 и 2014 годами, когда у него было фактическое совместное руководство между мужчиной и женщиной, помимо юридических структур. С 2014 по 2016 год существовало неформальное коллективное и гендерно сбалансированное руководство из шести человек поверх существующих органов, при этом один из членов партии выполнял функции спикера партии. Шотландская партия зелёных: начала практиковать коллективное руководство в 2004 году с избранием мужчины и женщины соорганизаторами. Новый народный фронт: широкий леворадикальный избирательный альянс политических партий во Франции. Партия зелёных (США): руководящий комитет Национального комитета зеленых представляет собой коллективное руководство из семи сопредседателей, а также секретаря и казначея. Левая (партия, Германия): исполнительный орган партии состоит из выборного комитета из 44 членов, возглавляемого исполнительным советом из 12 членов, в который входят два председателя партии, четыре заместителя председателя, национальный секретарь, казначей и четыре других члена. Международная социалистическая альтернатива: руководящий орган ISA — Всемирный конгресс, который избирает Международный комитет (IC) для управления между конгрессами. Затем IC назначает Международный исполнительный орган (IE), который отвечает за повседневную работу Интернационала. Несколько ирландских левых партий имеют коллективное руководство:
- Солидарность — Люди важнее прибыли
- Социалистическая партия

## Коллегиальная система управления
Коллегиальная система управления — это форма правления, при которой исполнительная власть осуществляется группой лиц на принципах коллективного принятия решений. Хотя в такой системе может существовать номинальный глава, его должность обычно носит церемониальный характер или подразумевает статус «первого среди равных». Как правило, эта должность переходит по очереди между членами руководящего органа.